# Obrona Wizny
Obrona Wizny – bitwa, która rozegrała się w dniach 7–10 września 1939 roku w rejonie Wizny, na północny wschód od Łomży. Bitwę tę określa się mianem Polskich Termopil. Pomimo dużej dysproporcji sił polskich obrońców pod dowództwem kapitana Korpusu Ochrony Pogranicza Władysława Raginisa i sił niemieckich dowodzonych przez generała pułkownika Heinza Wilhelma Guderiana, pozostaje mało znanym epizodem II wojny światowej.

## Przygotowania
W 1939 roku w okolicy Wizny znajdował się jeden z punktów polskiej linii obronnej opartej o rzekę Narew. Położona na wschód od Wizny przeprawa przez Narew była ważnym punktem strategicznym. Na północ od niej znajdował się zbieg Narwi i Biebrzy oraz rozciągały się bagna biebrzańskie, których przekroczenie możliwe było dopiero w Osowcu-Twierdzy, na południe zaś również tereny bagienne i rozlewiska Narwi (obecnie w większości osuszone). Północnej drogi przez Osowiec broniły dobrze uzbrojone i ufortyfikowane 4 niezależne forty wchodzące w skład Twierdzy Osowiec, której umocnienia podczas I wojny światowej nie zostały zdobyte przez Niemców nawet przy użyciu broni chemicznej.
Punkt oporu Wizna tworzyła nieukończona (modernizowana) od wiosny 1939 roku linia fortyfikacji, ciągnąca się na przestrzeni kilku kilometrów i wchodząca w skład fortyfikacji stałych na odcinku Wizna – Strękowa Góra (włącznie) – Osowiec-Twierdza (włącznie z Twierdzą Osowiec) – Goniądz (włącznie). Według niemieckich strategów wojennych najsłabszym ogniwem tej linii obronnej była Wizna. Składała się ona z dwóch linii obrony: tzw. czaty, czyli wysuniętej w pobliże mostu pozycji przesłaniania, składającej się z 2 lekkich schronów bojowych we wsi Włochówka, oraz punktu oporu w Grądach-Woniecku, gdzie nie wzniesiono fortyfikacji; oraz linii głównej. Ta ciągnęła się od miejscowości Kołodzieje i Giełczyn na prawym brzegu Narwi, poprzez Górę Strękową do wsi Maliszewo. Linię oparto o odsunięte o około 4 km od rzeki wzgórza, co dawało im dobry wgląd w dolinę. Na odcinku wzniesiono szereg schronów:
- Giełczyn-Kołodzieje – 3 ciężkie schrony bojowe,
- Góra Strękowa – 2 ciężkie schrony bojowe,
- Kurpiki – 1 ciężki schron bojowy,
- Maliszewo – 1 ciężki schron bojowy.

Schrony, z których składała się linia obronna Wizny, zawierały rozwiązania typowe dla polskiej fortyfikacji dwudziestolecia międzywojennego, przy czym każdy ze schronów (prócz lekkich fortyfikacji polowych) projektowany był indywidualnie i dostosowywany do ukształtowania terenu, wymagań danego odcinka obrony itp. Schrony w Wiźnie były jednokondygnacyjnymi obiektami żelbetowymi, przystosowanymi do prowadzenia ognia bocznego z ciężkich karabinów maszynowych, wyposażonymi w kopuły pancerne do prowadzenia ognia czołowego i obserwacji. Mankamentem fortyfikacji był brak lekkiego fortecznego uzbrojenia artyleryjskiego – broni moździerzowej i przeciwpancernej. Niedostateczna była także gęstość fortyfikacji, co pozwalało Niemcom niszczyć je pojedynczo. Wynikało to z nieukończenia budowy pozycji. Największym obiektem był schron dowodzenia odcinka, położony na Górze Strękowej, czyli wzg. 126. Dodatkowo na czas nie dostarczono wentylatorów, kilku schronów nie zamaskowano, a na dwóch schronach (w tym dowódcy), nie zamontowano kopuł pancernych i otwory pod nie wypełniono mieszanką betonową.
Skład załogi pozycji stanowiły oddziały wchodzące m.in. w skład SGO „Narew”: 8 kompania 135 pp wzmocniona plutonem ckm, 3 kompania ckm baonu km KOP „Osowiec”, bateria artylerii pozycyjnej (2 plutony 76 mm), 136 rez. kompania sap., pluton artylerii piech. z 71 pp, pluton zwiadowców konnych 135 pp, pluton pionierów 71 pp – łącznie ok. 20 oficerów oraz od 340 do 700 podoficerów i szeregowców, 6 lekkich dział, 24 ckm, 18 rkm, 2 karabiny ppanc. Dowódcą odcinka był kpt. Władysław Raginis. odcinek podporządkowany był dowódcy odcinka „Osowiec” ppłk. Tabaczyńskiemu.

## Obrona Wizny

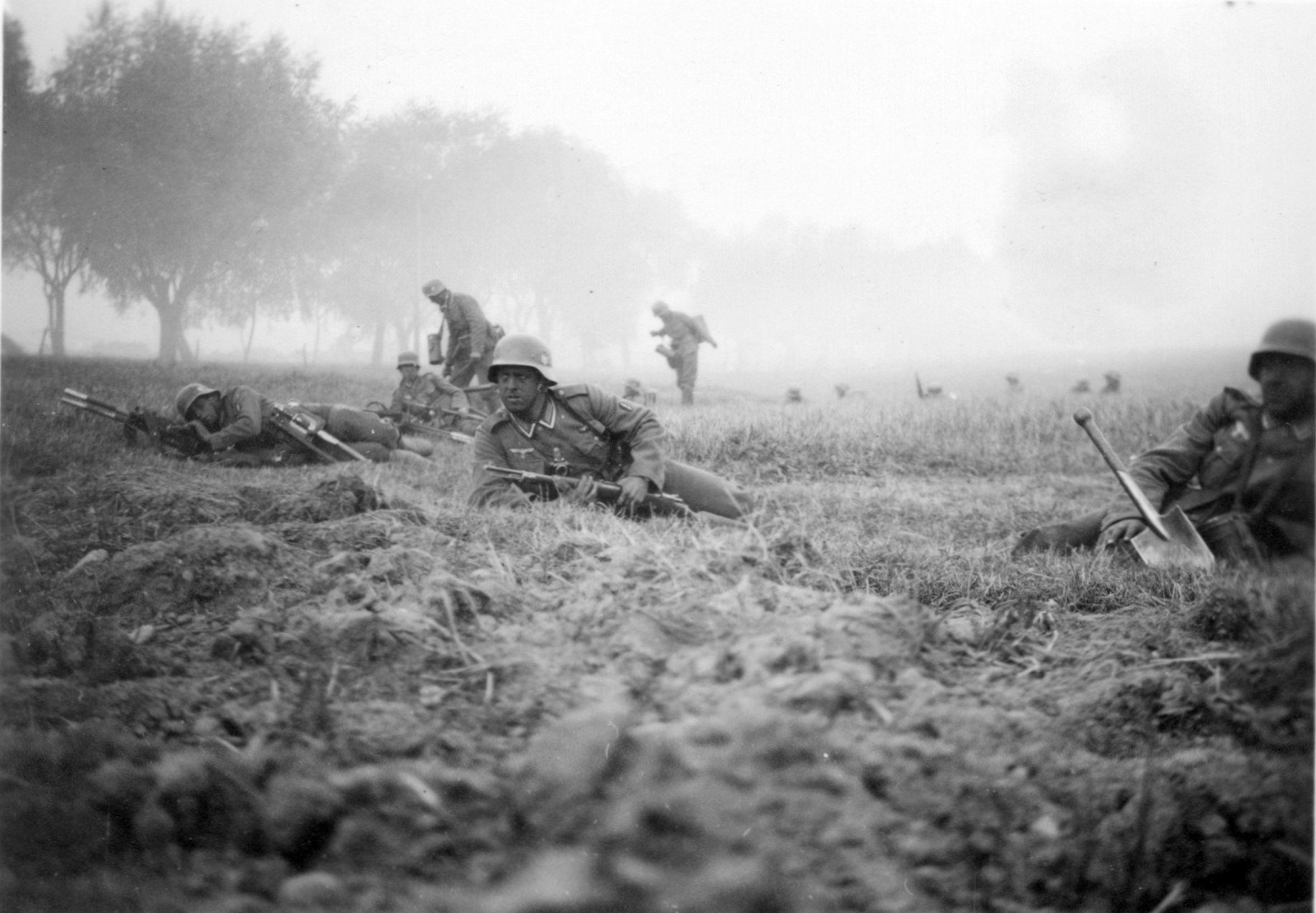
Piechota niemiecka przed atakiem na przeprawę przez Narew pod Kurpikami – oryginalny opis zdjęcia

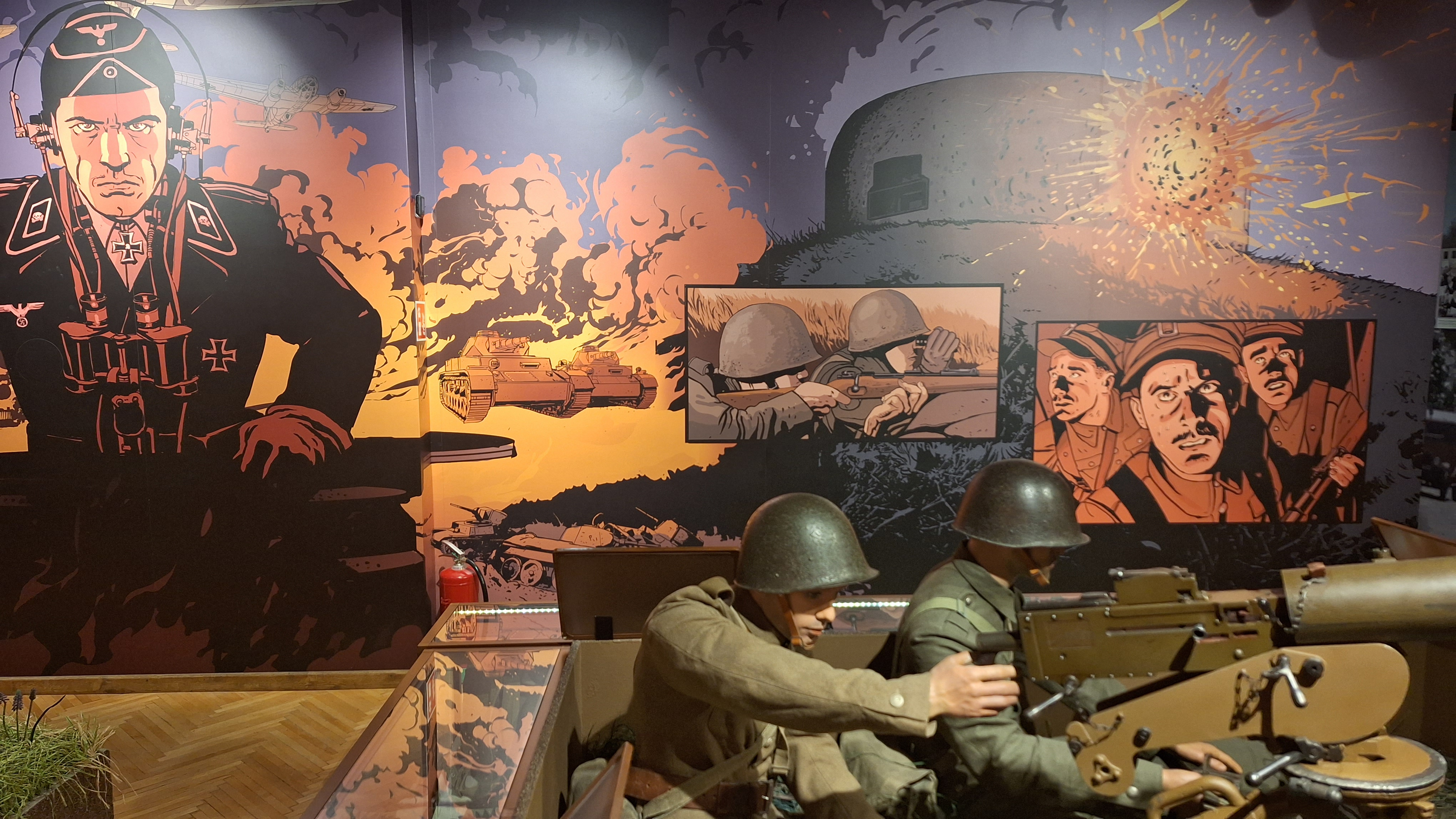
Muzeum Wojska w Białymstoku - element ekspozycji nawiązujący do obrony Wizny, po prawej widoczni polscy żołnierze w hełmach wz. 31 obsługujący ckm wz. 30

7 września pod Wiznę podeszły oddziały rozpoznawcze 10 DPanc, które rozbiły pluton konnych zwiadowców 135 pułku piechoty i zdobyły Wiznę. 8 września na przedpolu Giełczyna rozpoczęły działania zaczepne pododdziały Brygady Fortecznej „Lötzen”.
Gen. Guderian, twórca doktryny blitzkriegu, nie był zadowolony z postępów GA Północ i obawiał się, że polskie siły wycofają się spod Warszawy i po przegrupowaniu za Bugiem będą zdolne do dalszego oporu. Zaproponował on, aby XIX Korpus uderzył przez Wiznę w kierunku Brześcia i jeszcze tego samego dnia korpus ten, składający się z dywizji pancernej i 2 dywizji zmechanizowanych, ruszył w kierunku Wizny.
9 września Guderian dotarł do pozycji zajmowanych przez 10 Dywizję Pancerną i osobiście przekonał się, że niemieckie raporty o przełamaniu obrony są nieprawdziwe. Niemiecka piechota przeprawiła się przez rzekę, ale nie dotarła do betonowych polskich umocnień. Pomimo całodziennego ostrzału artyleryjskiego i działań niemieckiego lotnictwa dzień wcześniej oddziały 10 DPanc nie były w stanie posunąć się do przodu.

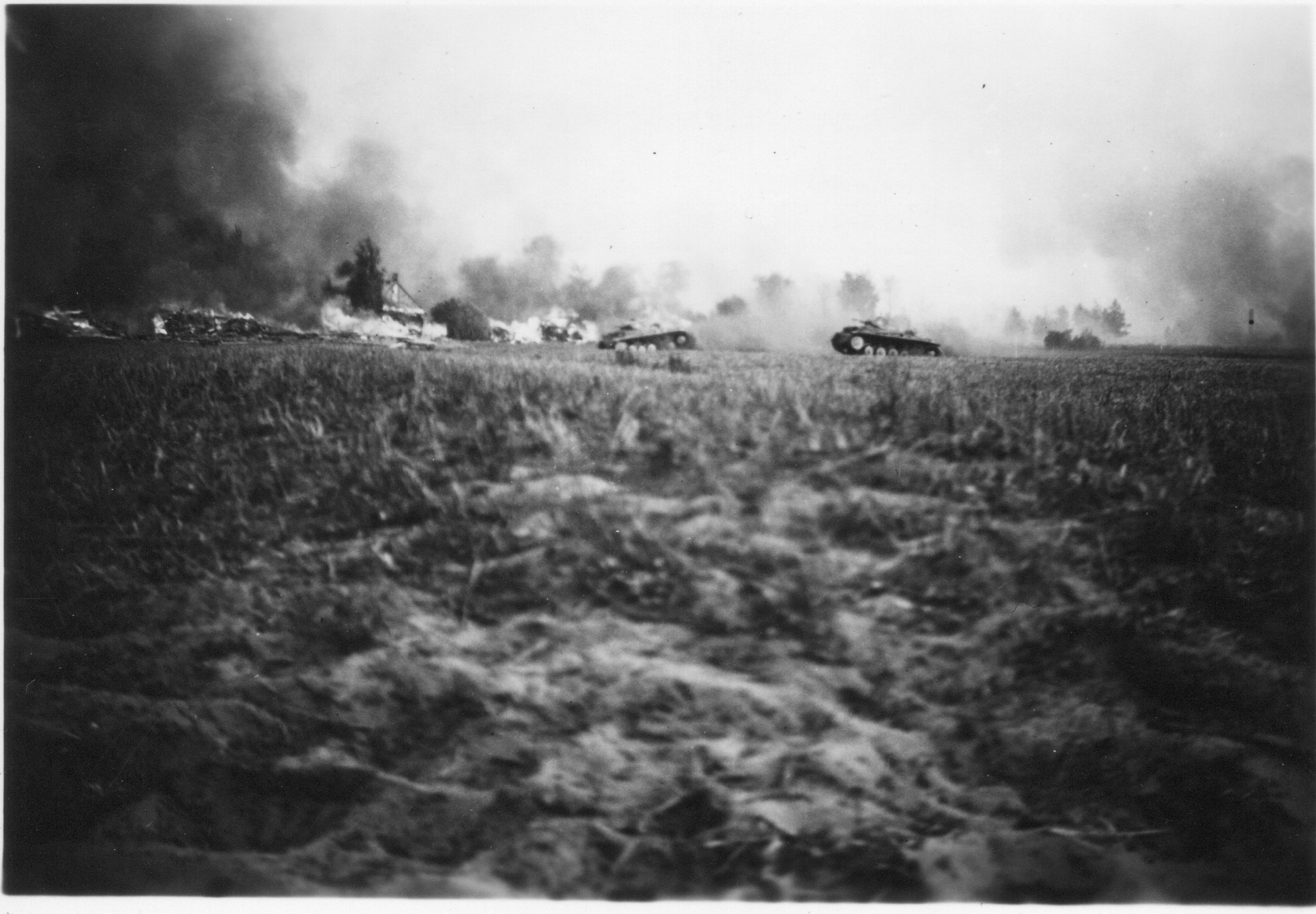
Piechota Wehrmachtu zajmuje Kurpiki nad Narwią. „Po bardzo ciężkich stratach, ponieważ pułki czołgów musiały czekać na most wojenny (pontonowy) z powodu zniszczonego mostu na Narwi (przez polskich obrońców), możemy wreszcie zająć Kurpiki z ich wsparciem. Jest zaciekle broniony” – oryginalny opis zdjęcia

Przed południem, po uprzednim dwugodzinnym ostrzale artyleryjskim, na polskie pozycje ruszyła niemiecka piechota wspierana przez czołgi. Ze schronów pozbawionych wentylacji nie można było strzelać na skutek dymu, więc broń wyniesiono do okopów. Przy jednym z polskich dział zginął porucznik Stanisław Brykalski, który, wraz z kpt. Raginisem, jeszcze przed walką złożył przysięgę, że nie odda żywy swojej pozycji. Polacy odpierali kolejne fale niemieckiego natarcia, lecz już wkrótce Guderian zauważył niedostatki polskiej obrony przeciwpancernej – do 2 karabinów przeciwpancernych Ur Polacy mieli jedynie 20 sztuk amunicji. Pomimo tego polskim obrońcom udało się zniszczyć kilkanaście czołgów.

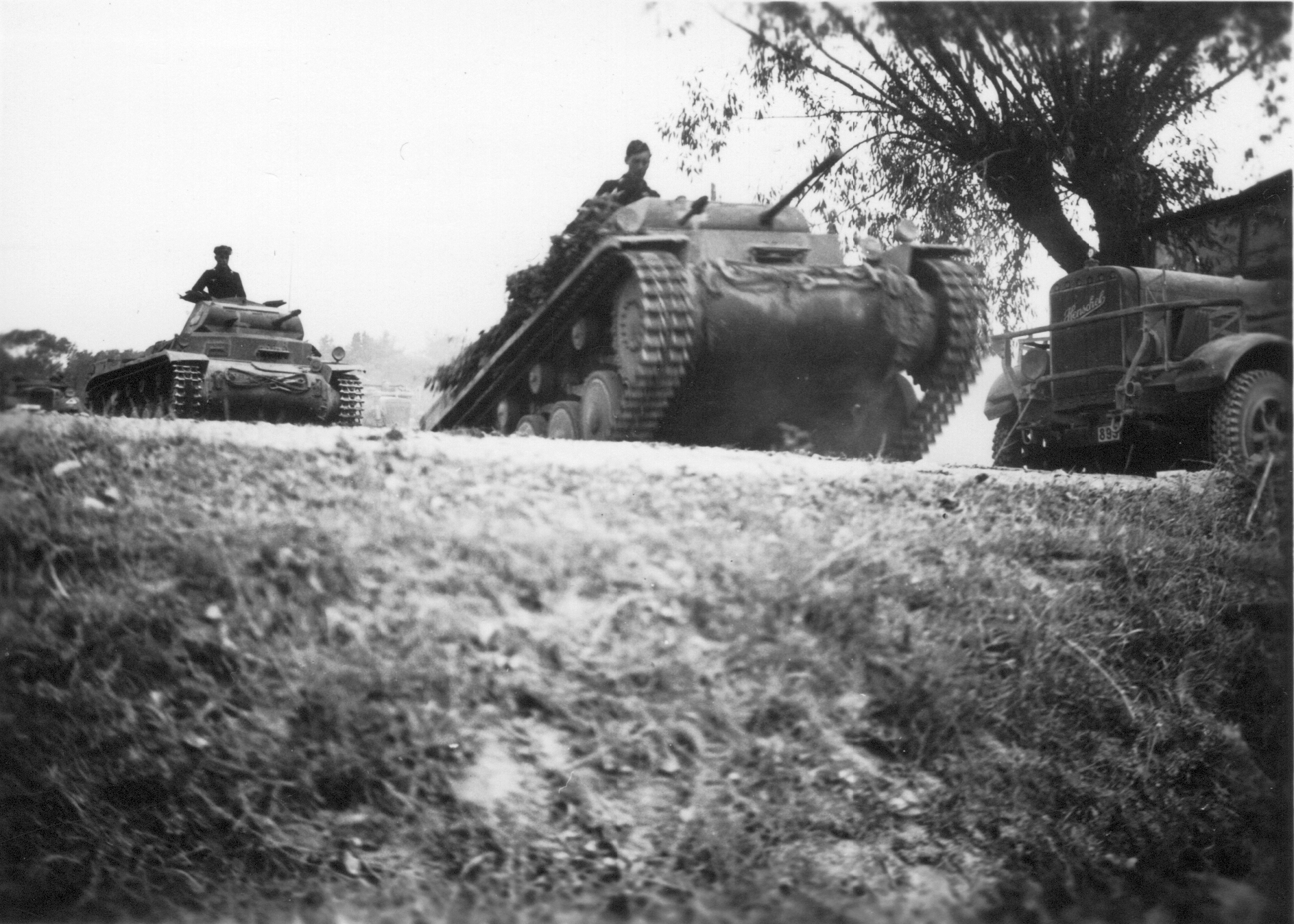
Po forsowaniu przeprawy przez Narew w Kurpikach przybywają 2 czołgi (niemieckie Panzerkampfwagen II) do asekuracji – oryginalny opis zdjęcia

Po południu 9 września Guderian zmienił taktykę – teraz czołgi podjeżdżały pod poszczególne schrony, przecinając komunikację pomiędzy polskimi punktami oporu, a następnie izolowane schrony okrążała i zdobywała piechota. Około godziny 18 pozbawiony broni maszynowej i wentylacji schron Kurpiki poddał kapitan Wacław Szmidt. Niemcy zajmowali kolejne umocnienia, lecz do zmroku nie udało im się zająć wszystkich.
O świcie 10 września do ataku ruszyli ponownie Niemcy i ostatni padł schron kpt. Raginisa na Górze Strękowej. W trakcie walki przy polskim schronie pojawił się niemiecki parlamentariusz, stawiając Raginisowi ultimatum, że albo bunkier się podda, albo polscy jeńcy wzięci w czasie bitwy zostaną rozstrzelani. Wobec faktu, że większość obrońców była w różnym stopniu ranna, a amunicja była na wyczerpaniu, po godzinie namysłu Raginis rozkazał swoim żołnierzom opuścić schron, a sam rozerwał się granatem.

## Po bitwie
Obrona odcinka Wizna, pomimo wyraźnej dysproporcji sił, co do której świadomość mieli obrońcy, była istotna. Pozwoliła ona na zatrzymanie wojsk Guderiana na 2 dni, a w tym czasie powstała armia Warszawa, złożona z niedobitków wojsk polskich ściągających do obrony stolicy z różnych części kraju. Także wiele z polskich jednostek zyskało czas na wycofanie się w sposób uporządkowany do Rumunii. Wkrótce Guderian zajął Brześć, gdzie 22 września przyjmował niemiecko-radziecką defiladę.

## Upamiętnienie

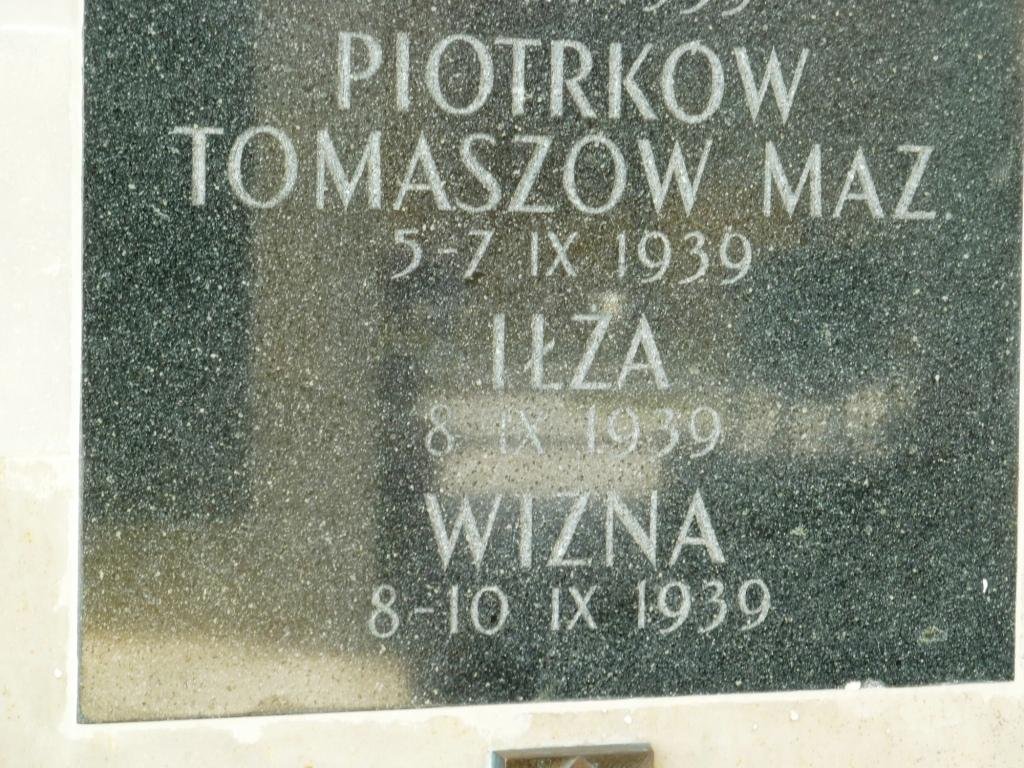
Grób Nieznanego Żołnierza w Warszawie - upamiętnienie obrony Wizny w 1939 r.

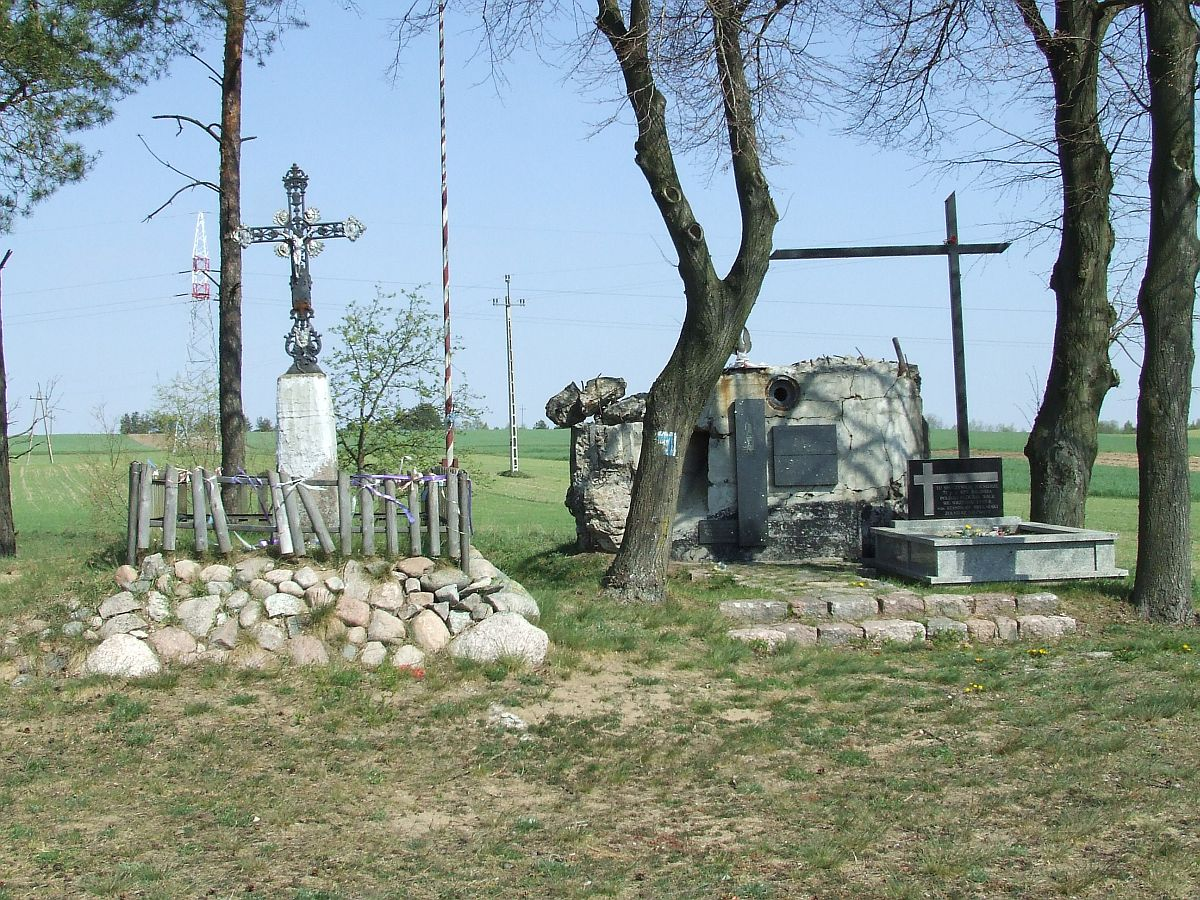
Miejsce pamięci o bitwie u podnóża Góry Strękowej z elementem schronu użytego podczas obrony Wizny

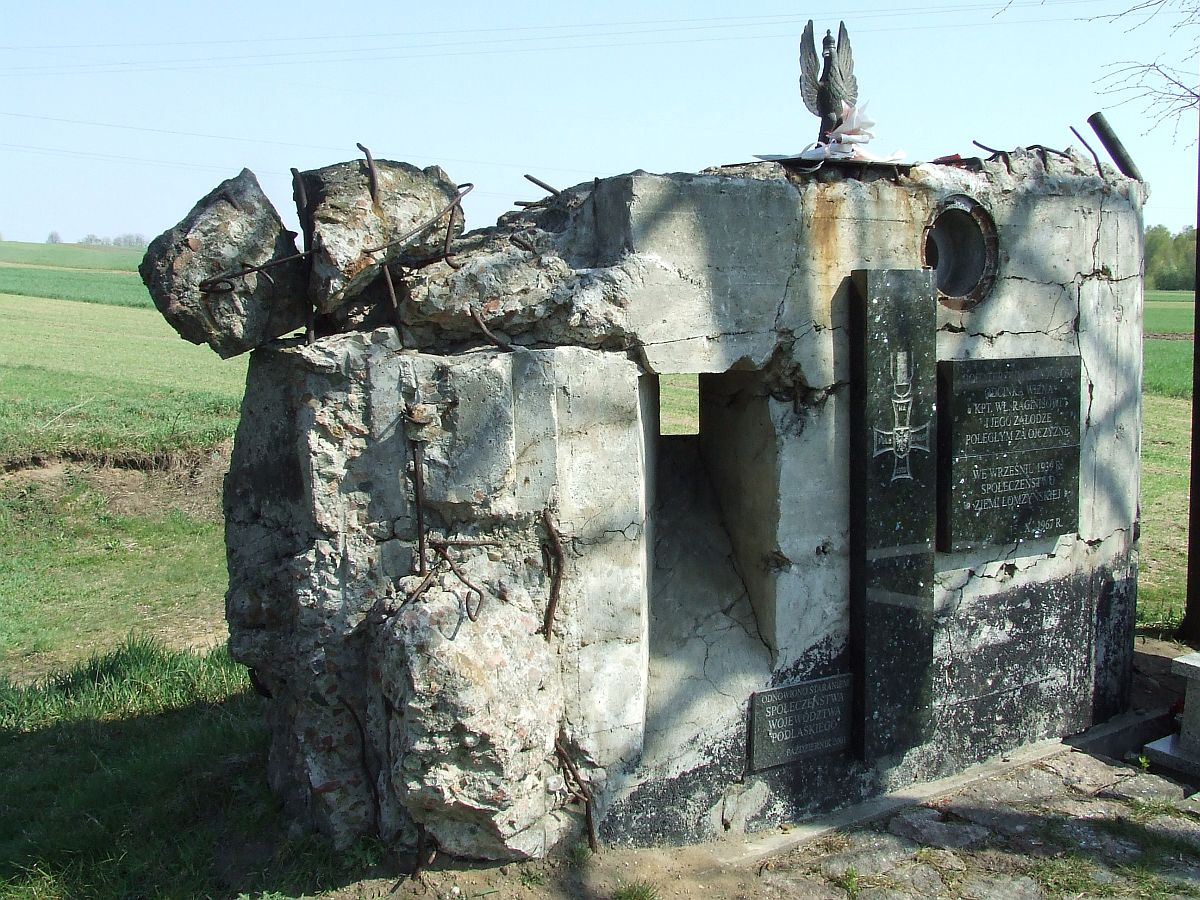
Grób kpt. Władysława Raginisa k. Góry Strękowej

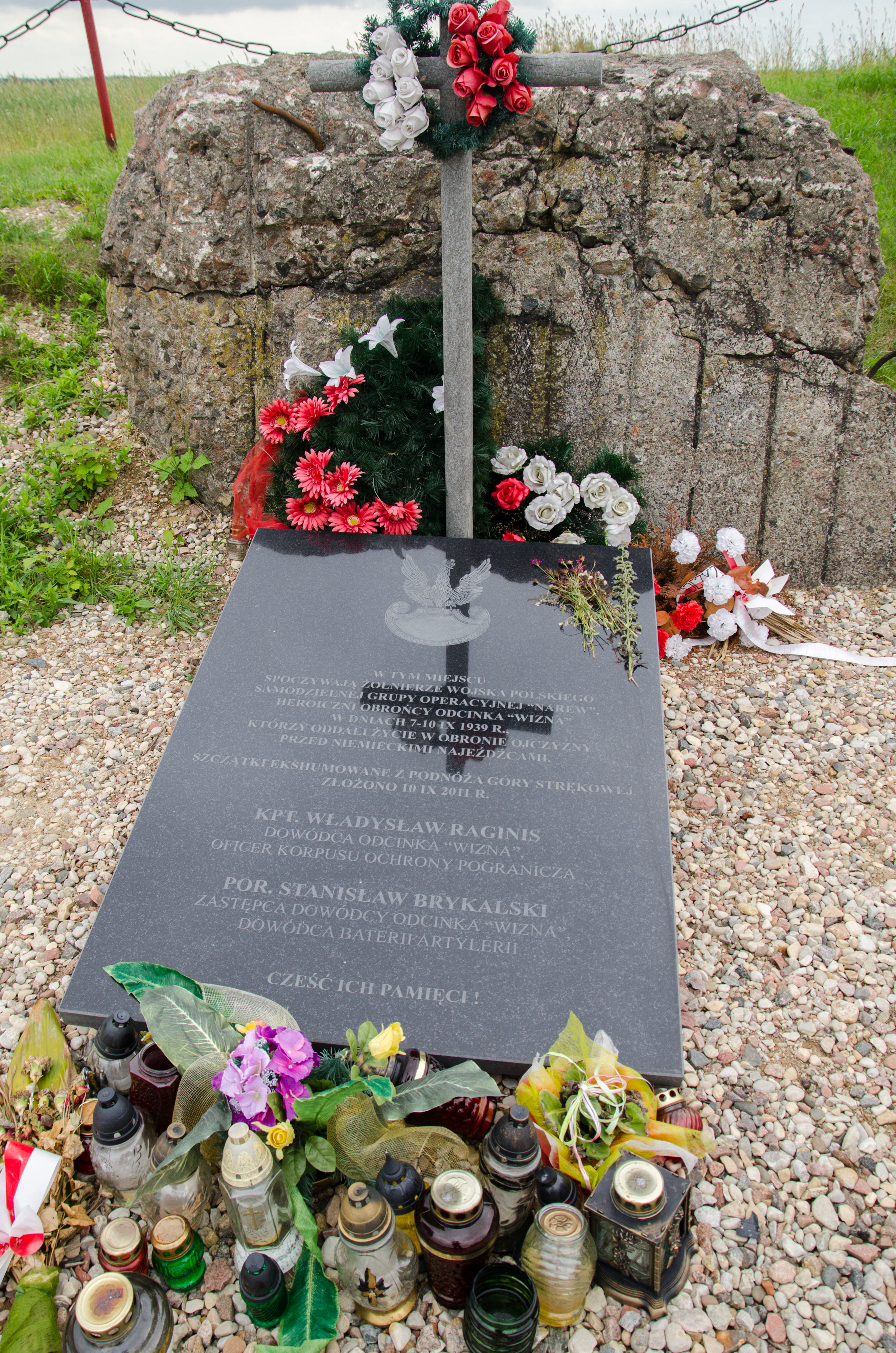
Nowy grób kpt. Władysława Raginisa i por. Stanisława Brykalskiego w ruinach schronu dowodzenia.

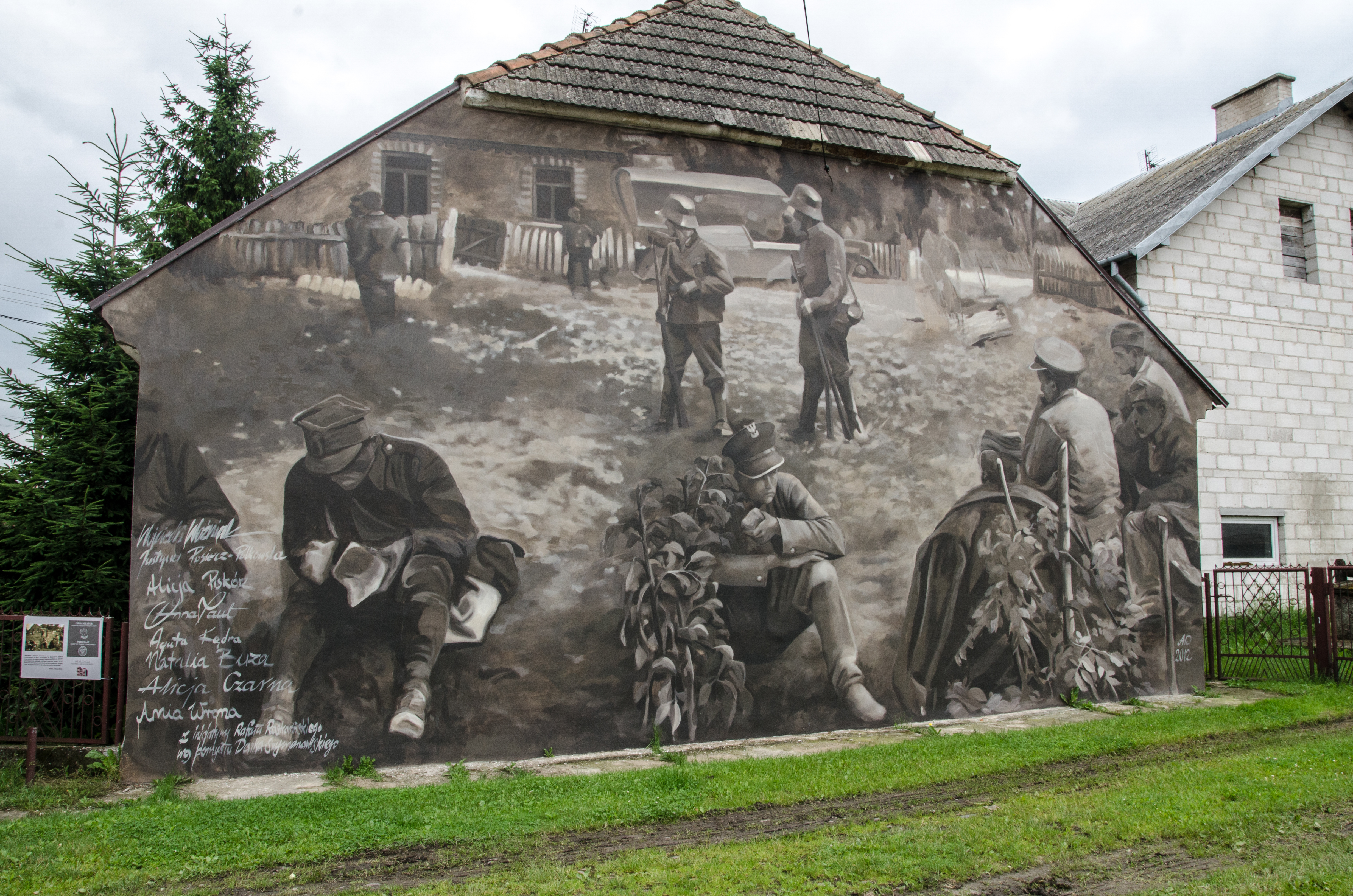
Mural na ścianie jednego z domów w Wiźnie przedstawiający żołnierzy kapitana Władysława Raginisa. To odwzorowanie zdjęcia wykonanego 10 września 1939 roku.

Schrony odcinka "Wizna" zostały zniszczone przez wycofujące się w 1944 r. wojska niemieckie. W ruinach schronu dowodzenia na Górze Strękowej znajduje się pomnik – wiele lat po śmierci Raginisa umieszczono tu skromną tablicę: Przechodniu, powiedz Ojczyźnie, żeśmy walczyli do końca, spełniając swój obowiązek. W 2011 r. powstała tam także mogiła wojenna. Stan zachowania pozostałych schronów jest bardzo zły. Oprócz pomnika na Górze Strękowej w samej Wiźnie jest też pomnik poświęcony polskim obrońcom w 1939 oraz pomnik-armata poświęcony por. Stanisławowi Brykalskiemu.
1 września 1985 wprowadzono do obiegu znaczek o wartości 5 zł prezentujący portret kpt. Władysława Raginisa i obronę Wizny.
Walki żołnierza polskiego o Wiznę zostały upamiętnione na Grobie Nieznanego Żołnierza w Warszawie napisem na jednej z tablic po 1990 r. „WIZNA 8 – 10 IX 1939”.

### Uroczysty pochówek bohaterów
Niemcy podpalili znalezione w schronie zwłoki kapitana Raginisa. Został on pochowany wraz z porucznikiem Brykalskim tuż obok schronu na Górze Strękowej. Gdy teren znalazł się pod okupacją sowiecką, kazano przenieść ciała, aby utrudnić oddawanie czci bohaterom. Nowy grób znajdował się w pobliżu drogi, kilkaset metrów od schronu. Na zdjęciach z 1962 roku oznaczony jest drewnianym krzyżem. W tym miejscu później postawiono nagrobek widoczny na zdjęciu obok. W emitowanym we wrześniu 2011 roku programie Adama Sikorskiego „Było... nie minęło” odnaleziono za pomocą georadaru przypuszczalne miejsce złożenia ciał. Rok później ekipa programu sfilmowała organizowane przez Stowarzyszenie „Wizna 1939” poszukiwania miejsca pochówku – okazało się, że znajduje się ono obok nowego, lastrykowego nagrobka. Po ekshumacji analiza DNA i znalezione przedmioty pozwoliły na określenie tożsamości bohaterów. Uroczysty pogrzeb został zorganizowany przez Stowarzyszenie "Wizna 1939" i odbył się na Górze Strękowej 10 września 2011 roku, w 72. rocznicę śmierci oficerów.

## Straty
Straty polskie nie są sprecyzowane, a straty niemieckie określone są jako duże.
Wg raportów niemieckich zginęło kilkunastu polskich żołnierzy, a ponad 90 dostało się do niewoli, natomiast niemieckich żołnierzy zginęło 9, a kilkudziesięciu odniosło rany.

## Obrona Wizny w kulturze
Polski zespół Forteca poświęcił temu wydarzeniu oraz kpt. Raginisowi swój utwór pt. „Obrońcy spod Wizny”.
O obronie Wizny traktuje m.in. utwór szwedzkiego zespołu metalowego Sabaton pt. „40:1”. W wywiadzie dla dziennika „Rzeczpospolita” lider grupy, Joakim Brodén, powiedział: Polski fan przesłał nam kiedyś informację o bitwie pod Wizną. Kiedy przeczytaliśmy o czynach kapitana Władysława Raginisa i jego przyjaciół, była to dla nas tak nieprawdopodobna historia, że sądziliśmy najpierw, iż nie może być prawdziwa. Taka niesamowita odwaga, by 720 żołnierzy stawiało opór 42 tys. Niemców! Uznaliśmy natychmiast, że to najbardziej interesująca bitwa historii, i oczywiście napisaliśmy o tym piosenkę „40:1”. Oprócz tego utworu powstał m.in. polski film dokumentalny, a do wspomnianego utworu zrobiono amatorsko wykonany teledysk. Dostępny jest także komiks poświęcony tej bitwie.
Polski zespół Horytnica w albumie Szlakiem przelanej krwi, umieścił utwór pt. "Wizna".

### Krytyka
Nie wszyscy polscy historycy uznają bitwę za polskie Termopile – według dr. Tomasza Wesołowskiego z Uniwersytetu w Białymstoku Niemców zatrzymała głównie Narew i konieczność budowy mostu pontonowego, a nie polscy żołnierze, z których wielu miało uciec z pola walki. Straty niemieckie miały wynieść zaledwie 9 żołnierzy, a mit o bohaterskiej obronie został stworzony w latach 50. i 60. XX wieku przez komunistyczną propagandę – najpierw w Sztandarze Młodych, później w kolejnych publikacjach, które z rzeczywistością nie miały wiele wspólnego.
Stanowisko Wesołowskiego nie zostało zaakceptowane przez wielu miłośników historii; wzbudziło wiele polemik i emocji.